# Костел Воздвиження Святого Хреста (Казімежа-Велька)
Костел Воздвиження Святого Хреста — культова споруда в місті Казімежа-Велька. Парафіяльний храм Римсько-католицької церкви в Польщі.

## Відомості
Фундатором будівництва первісної споруди був краківський каштелян Станіслав Варшицький, а саме будівництво завершили в 1663 році 
У 1894—1895 роках коштом парафіян і ксьондза-каноніка о. Юзефа Щепанського будівлю розширили, 16 вересня 1895 року добудований храм освятив келецький ординарій, єпископ Томаш Кулінський. 
Вівтарі храму виконані у стилі Відродження. Зліва розташований бічний вівтар, в якому перебуває ікона Матері Божої з дитятком, звана Казімезькою Богородицею (пол. Matką Bożą Kazimierską).